# Kilpennathur
Kilpennathur é uma panchayat (vila) no distrito de Tiruvanamalai, no estado indiano de Tamil Nadu.

## Demografia
Segundo o censo de 2001,  Kilpennathur  tinha uma população de 12,504 habitantes. Os indivíduos do sexo masculino constituem 50% da população e os do sexo feminino 50%. Kilpennathur tem uma taxa de literacia de 65%, superior à média nacional de 59.5%: a literacia no sexo masculino é de 74% e no sexo feminino é de 56%. Em Kilpennathur, 12% da população está abaixo dos 6 anos de idade.